# Strongoli
Strongoli község (comune) Calabria régiójában, Crotone megyében.

## Fekvése
A megye keleti részén fekszik, a Jón-tenger partján. Határai: Casabona, Crotone, Melissa és Rocca di Neto.

## Története
A település alapítására vonatkozóan nincsenek pontos adatok. Valószínűleg már az ókorban lakott vidék volt Krotón fennhatósága alatt. Egyes történészek az antik Petelia városával hozzák összefüggésbe, amely mellett az i. .e. 3 században megütköztek Hannibal karthágói seregei és a rómaiak.

## Népessége
A népesség számának alakulása:

## Főbb látnivalói
- római kori leletek (valószínűleg Petelia fórumának romjai)
- Santa Maria delle Grazie-templom
- Santi Pietro e Paolo-templom
- Palazzo Giunti